# EP20

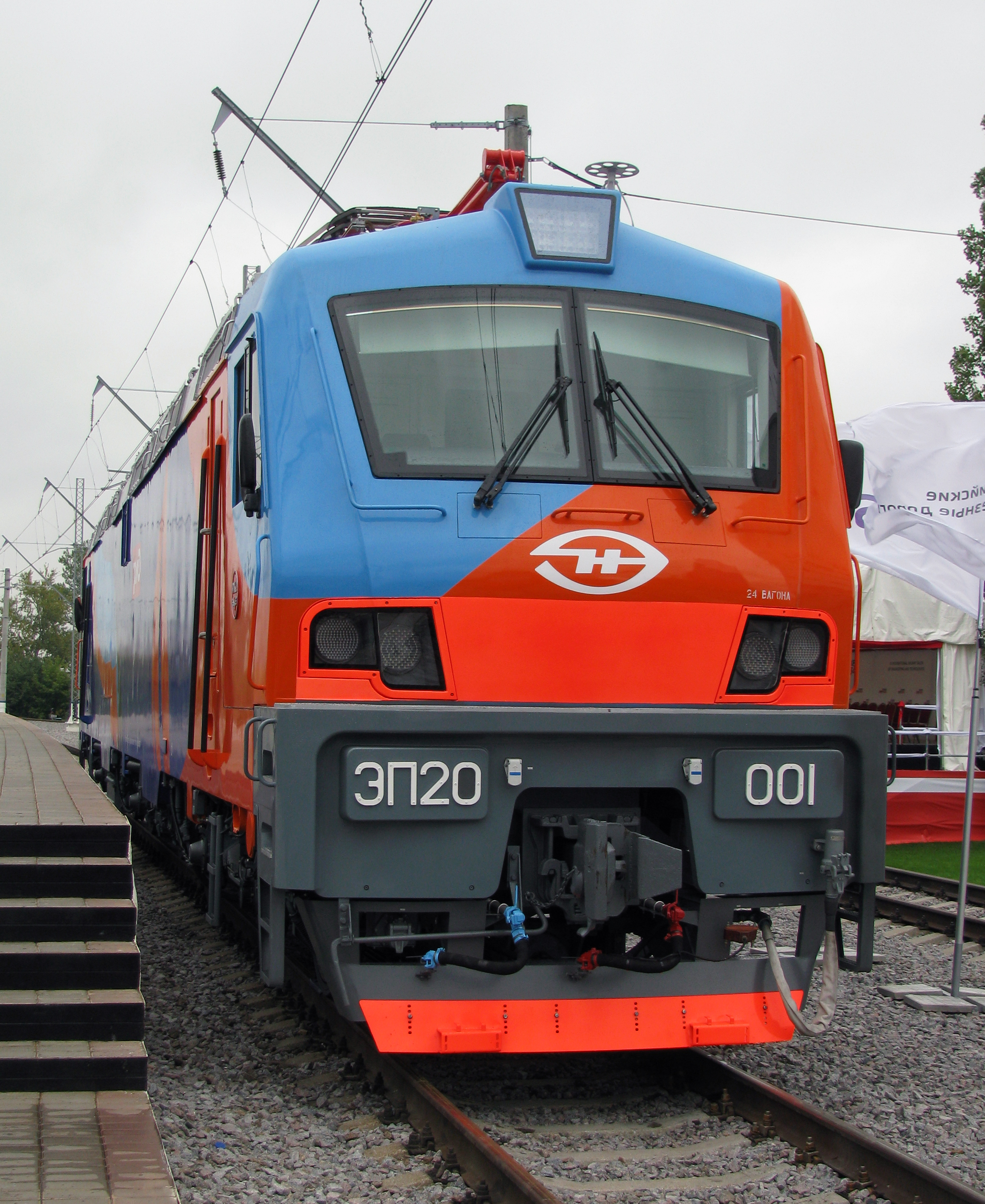
EP20-001

EP20 (ЭП20) 是俄罗斯铁路旗下的一種Bo-Bo-Bo鐵路機車。該鐵路機車由运输机械控股集团旗下新切尔卡斯克电力机车厂製造，运输机械控股集团和阿爾斯通的合资企业TRTrans負責设计。
2010年，俄罗斯铁路订购了200台EP20，第一台EP20于2012年正式投入使用。